# Klosterkirche (Oschatz)

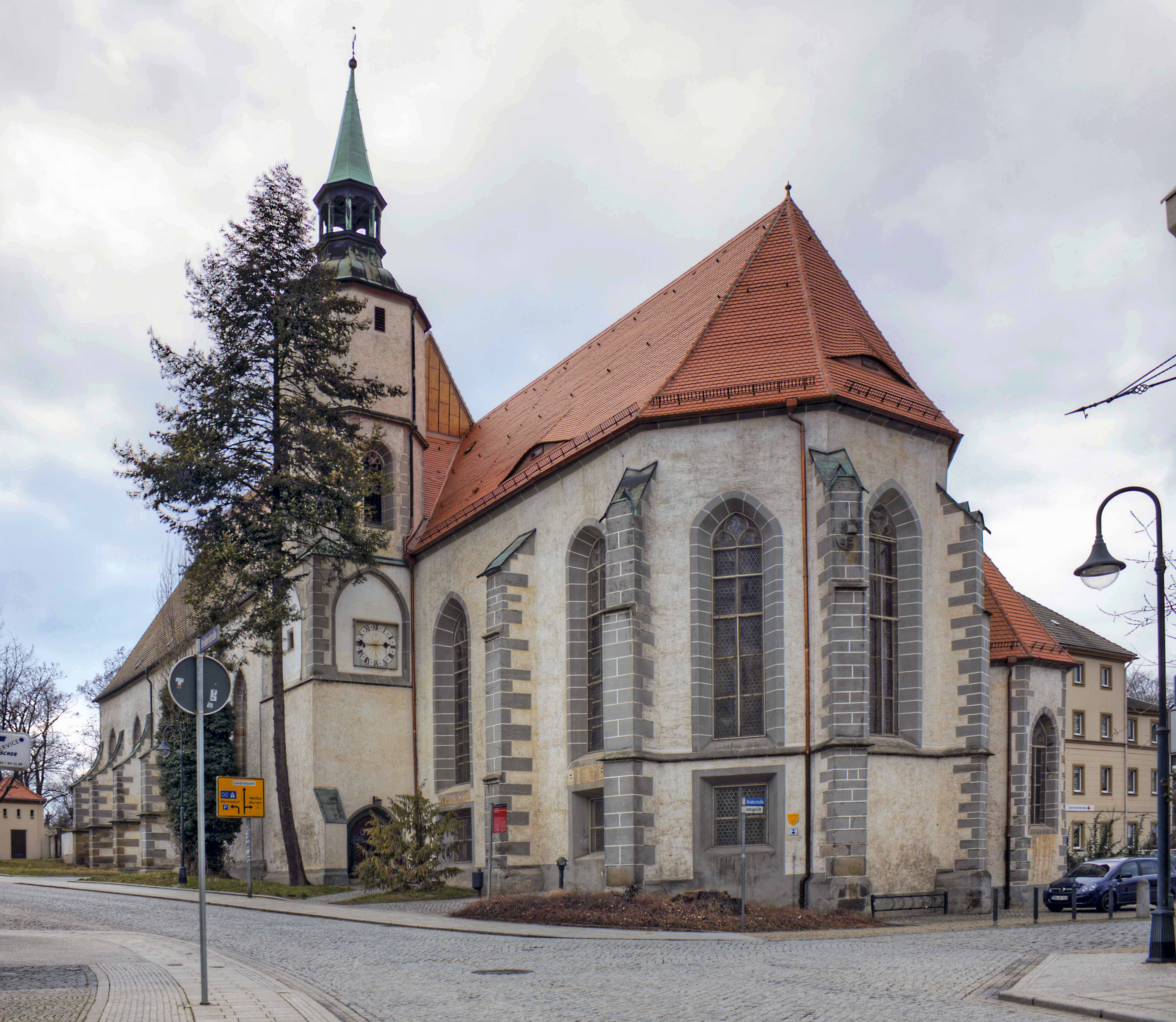
Die Klosterkirche im Jahr 2014

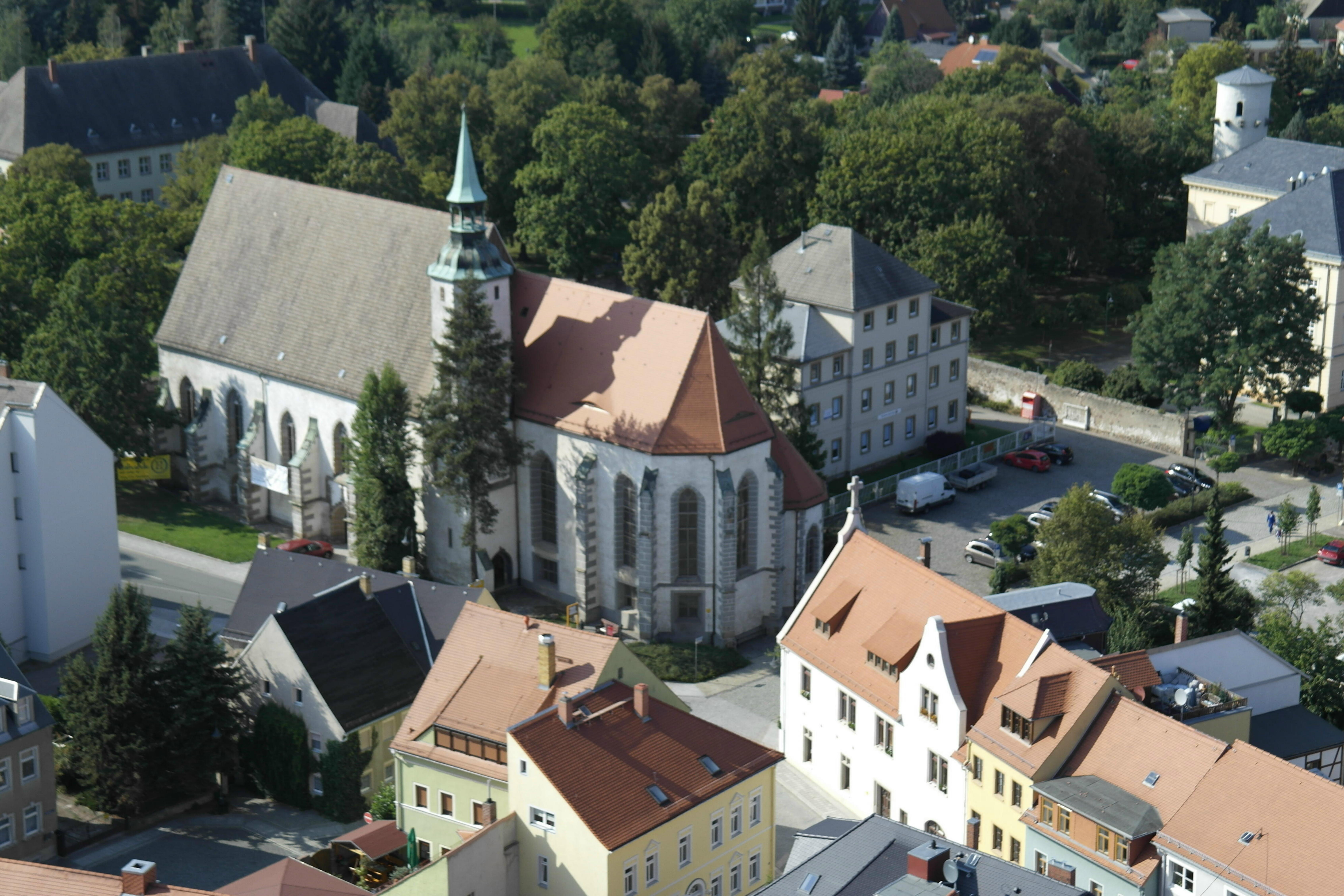
Die Klosterkirche aus der Vogelperspektive

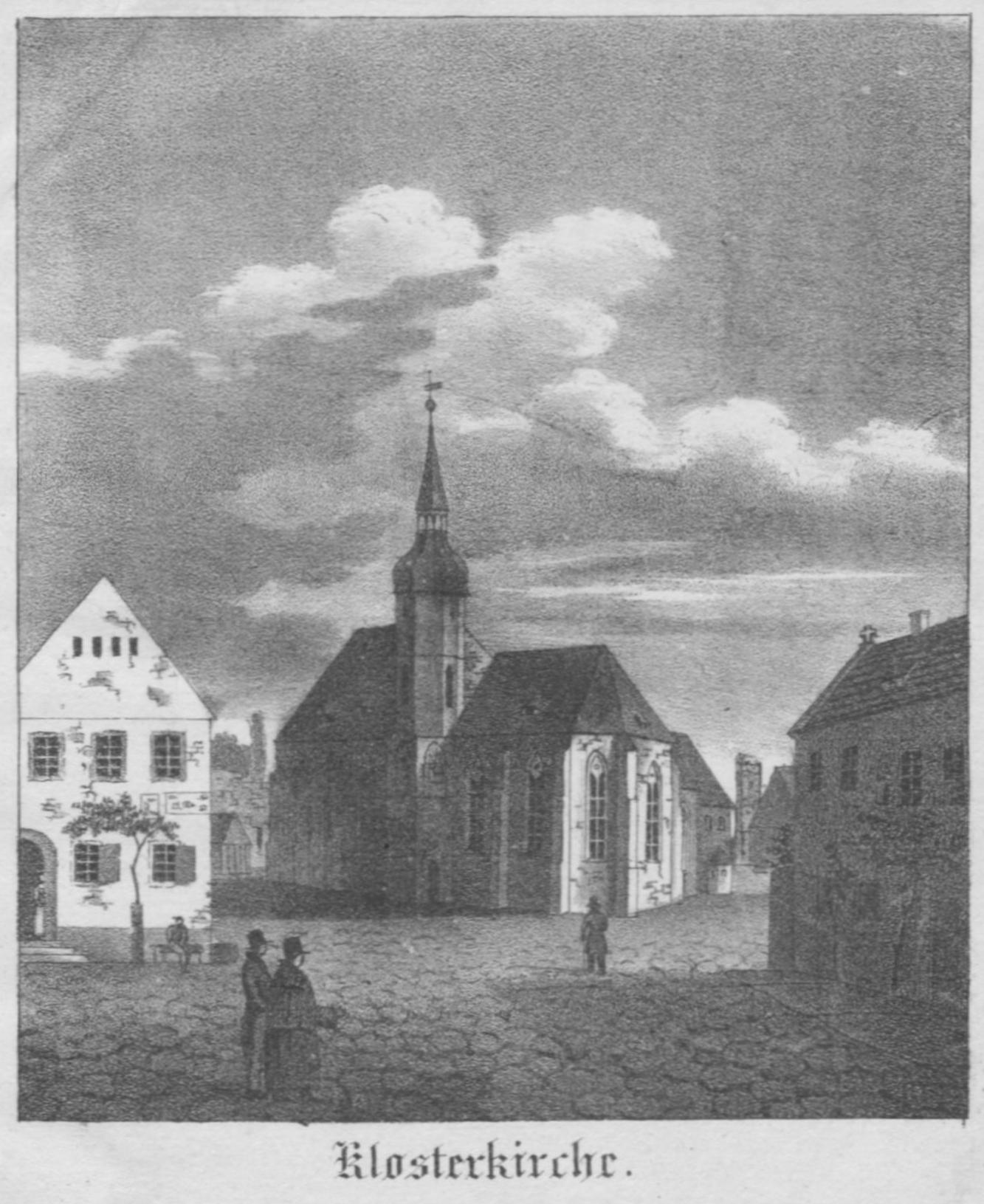
Klosterkirche Oschatz um 1840

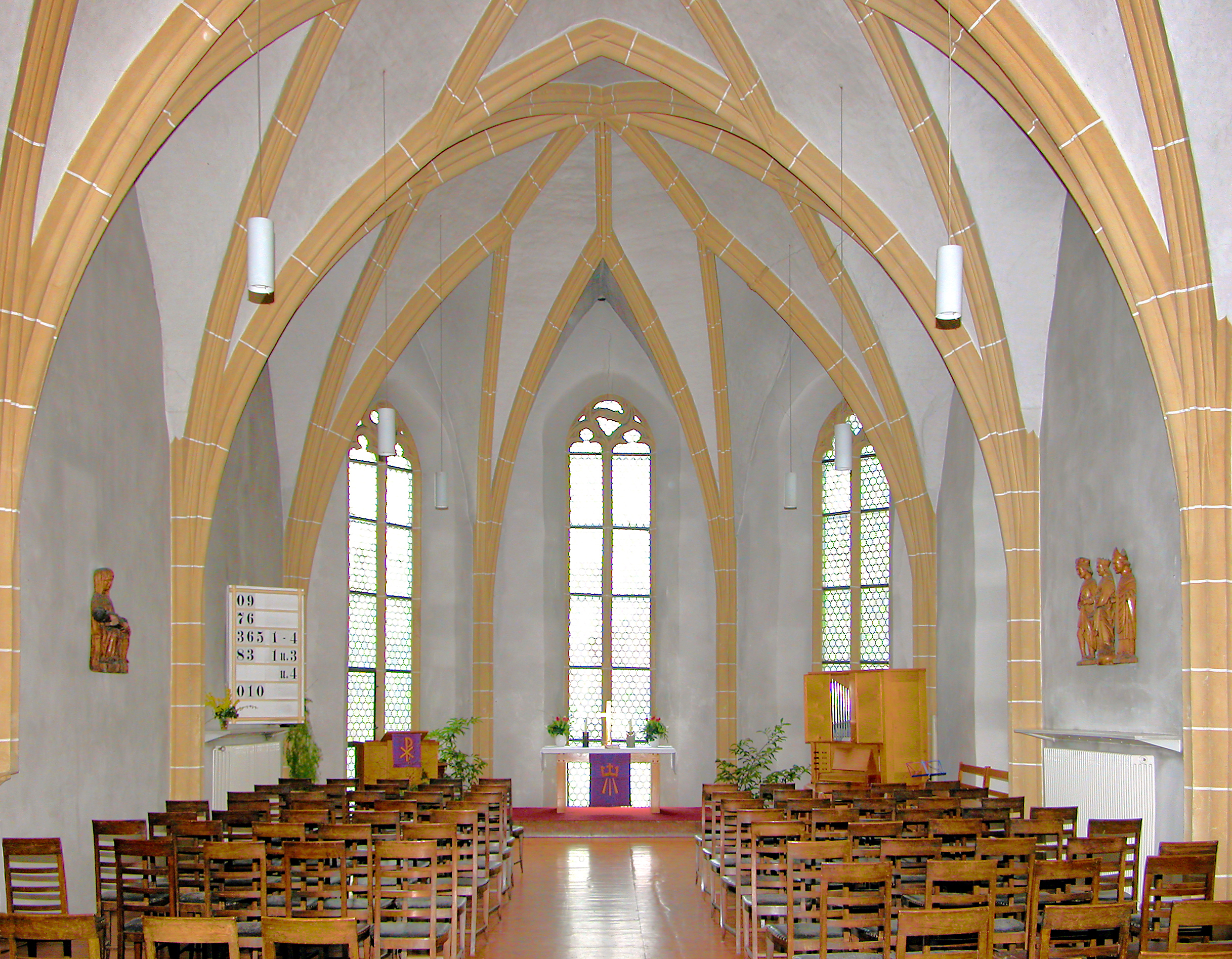
Obergeschoss als Gottesdienstraum

Die Klosterkirche gehört zu den ältesten Gebäuden der Stadt Oschatz im Landkreis Nordsachsen und ist das einzige erhalten gebliebene Bauwerk des ehemaligen Franziskanerklosters. Im inneren Stadtring gelegen, sind noch heute im westlichen Teil des Klosterkirchhofs Reste der Stadtmauer zu sehen.

## Geschichte
Die Brüder des 1210 entstandenen Franziskanerordens kamen 1228 nach Oschatz und gründeten einen Konvent, der 1240 erstmals urkundlich erwähnt wurde und zur Sächsischen Franziskanerprovinz (Saxonia) gehörte. Die Klosterkirche wurde in den Jahren 1246 bis 1248 errichtet. Geweiht wurde sie am Sonntag vor Johannis 1248 der Jungfrau Maria. Papst Innozenz IV. und Bischof Conrad von Meißen gewährten den Förderern des Kirchbaus und den Teilnehmern an der Kirchweihe Ablässe.
Im Jahr 1429 wurden das Kloster und die Stadt Oschatz von den Hussiten zerstört. 1430 begann der Wiederaufbau der Klosteranlage. 1484 wurde die Klosterkirche geweiht. 1539 hob Herzog Heinrich infolge der Reformation das Kloster auf. Die Kirche wurde jetzt nur noch teilweise kirchlich genutzt. Sie diente unter anderem als Magazin, Lazarett und Reithalle der Ulanen.
Im Jahr 1924 wurde der östliche Teil vom Kirchenschiff abgetrennt, eine Zwischendecke eingezogen und ein Gemeindesaal im Obergeschoss eingerichtet, der auch als Winterkirche genutzt wird. Dort steht ein Orgelpositiv der Gebrüder Jehmlich aus dem Jahr 1966. Im Erdgeschoss entstanden Gemeinderäume. Das Langhaus wird seitdem für Lagerzwecke genutzt.
In den Jahren von 1978 bis 1982 wurde die Klosterkirche umfassend restauriert und modernisiert, weitere Instandsetzungen erfolgten 2017–2020. Der Umbau zum jetzigen Gemeindezentrum fand in den Jahren 2020 bis 2022 statt. Betreiber ist der 2014 gegründete Verein KlosterArt Oschatz.